# Siegesallee

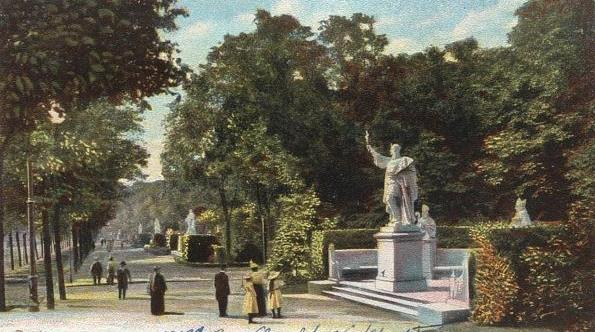
A Siegesallee em um cartão postal de 1902. Na frente a estátua de Alberto I de Brandemburgo (1100-1170). Esta era a estátua mais ao norte no lado oeste. Outras estátuas podem ser vistas se estendendo ao longe.

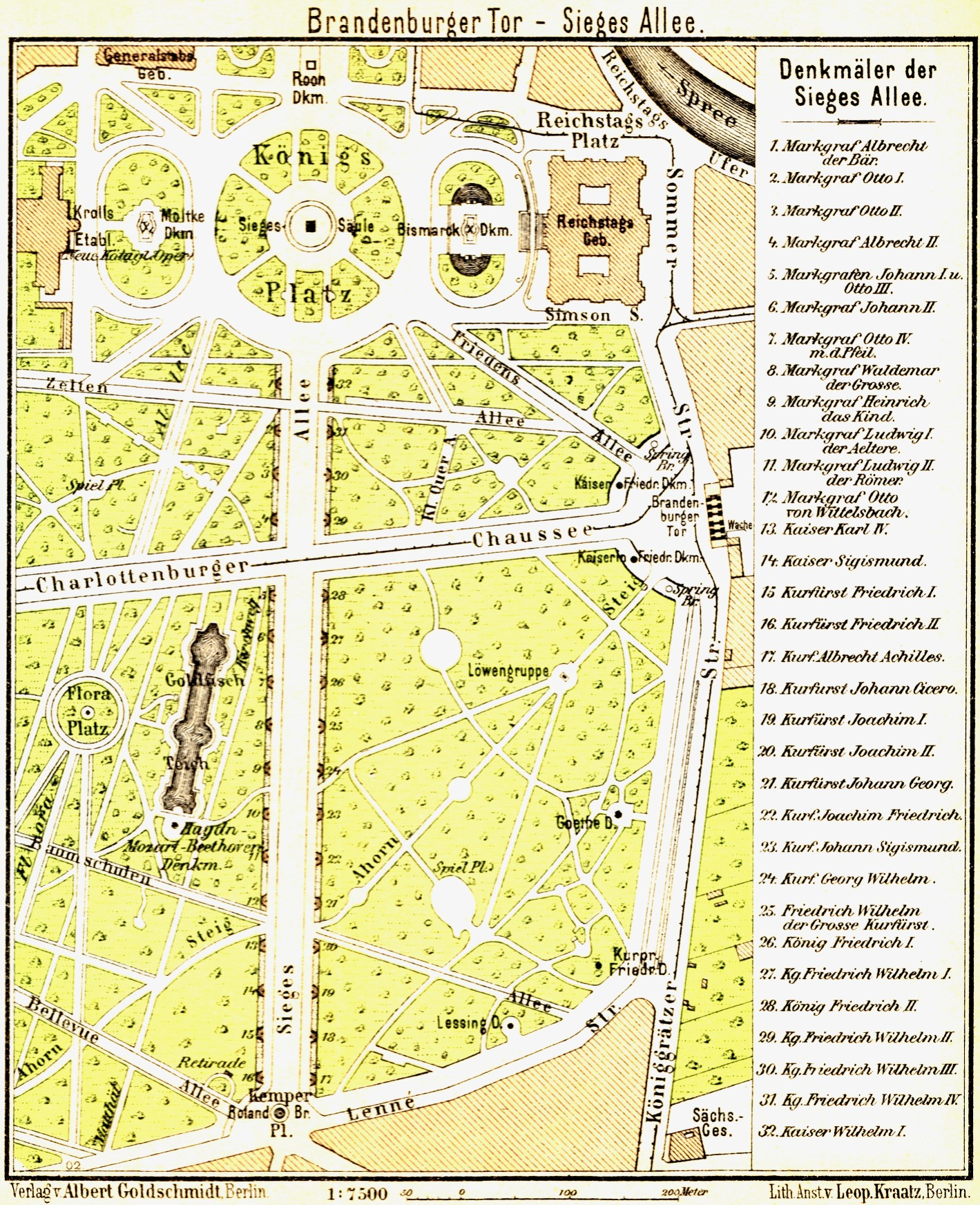
Mapa da Siegesallee em 1902

A Siegesallee (alemão: [ˈziːɡəs.aˌleː], Avenida da Vitória) foi uma ampla avenida em Berlim, Alemanha. Em 1895 Guilherme II da Alemanha ordenou e financiou a expansão de uma avenida existente, a ser adornada com uma variedade de estátuas de mármore. A obra foi completada em 1901.
Com cerca de 750 m de comprimento, estendia-se para norte através do Großer Tiergarten da Kemperplatz até ao antigo local da Siegessäule na Praça da República, perto do Reichstag. Ao longo de sua extensão, a Siegesallee corta a Charlottenburger Chaussee (atual Straße des 17. Juni, a principal avenida que segue de leste a oeste pelo parque e leva ao Portão de Brandemburgo).

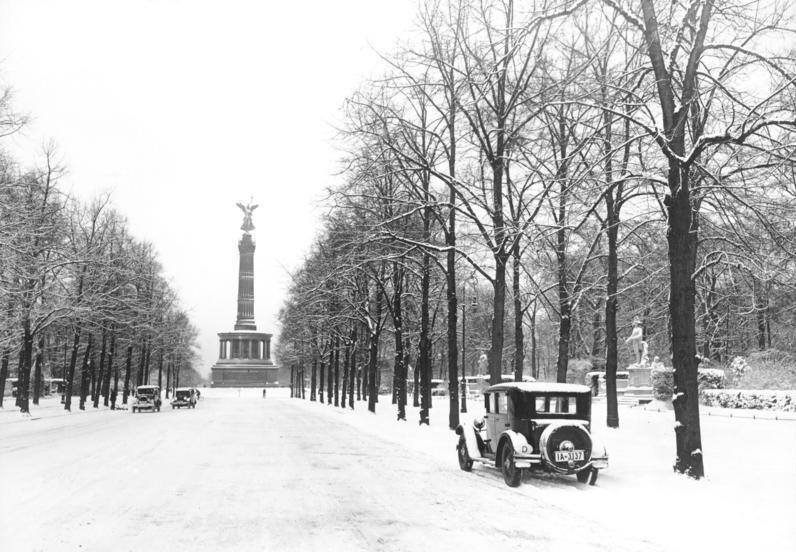
A Siegesallee no final de 1933, voltada para o norte até o local original da Siegessäule

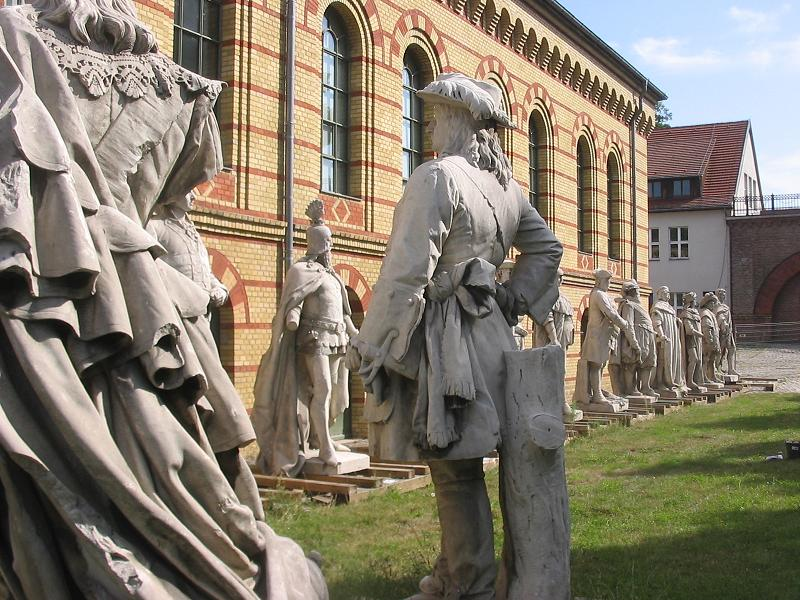
Estátuas na Cidadela de Spandau, agosto de 2009

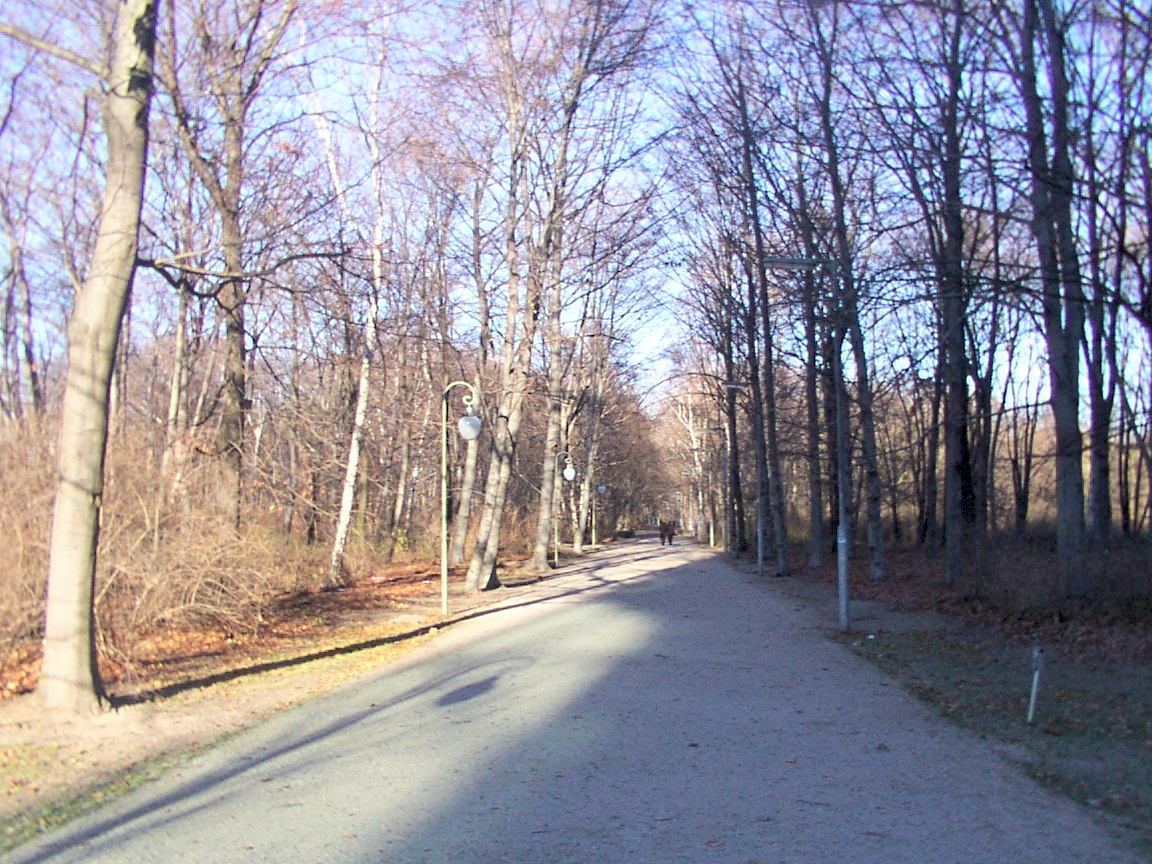
A rota original da Siegesallee em dezembro de 2003